# Franz Engstler
Franz Engstler (ur. 25 lipca 1961 w Kempten) – niemiecki kierowca wyścigowy. Dwukrotny zdobywca tytułów mistrzowskich w ADAC Procar i Asian Touring Car Championship. Obecnie jest kierowcą własnego zespołu Liqui Moly Team Engstler w serii World Touring Car Championship.

## Kariera
Wczesna kariera Franza Engstlera wiąże się z zawodami European Hillclimbing Championship, które polegały na jak najszybszym przejeździe po torze prowadzącym pod górę (w 1983 ukończył je na drugim miejscu), oraz z serią German Long Distance Cup, której był mistrzem w latach 1984 i 1985. W 1988 zadebiutował w Niemieckiej Formule 3, w której jeździł przez trzy lata i przy okazji w sezonie 1989 wygrał w klasie B. W tym samym roku zaczął się ścigać w serii Deutsche Tourenwagen Meisterschaft (obecnie Deutsche Tourenwagen Masters) jednak nie osiągnął w niej znaczących rezultatów. Jedynie w 1992, gdy zaliczył pełny sezon startów w BMW M3 udało mu się zdobyć 26 punktów i zakończyć zmagania na 16. miejscu. Po likwidacji DTM w 1996 przeniósł się do Super Tourenwagen Cup, lecz i tutaj nie uzyskał dobrych wyników (najlepszy, pierwszy sezon ukończył na 19 pozycji). W 2000 przeszedł do serii ADAC Procar i jeszcze w tym samym roku wywalczył tytuł mistrzowski z 322 punktami na koncie. Sezon 2001 był dla niego już znacznie mniej udany, gdyż ukończył go dopiero na 15. miejscu. W trzech kolejnych latach zajmował odpowiednio 11, 3 i 5 pozycję w klasyfikacji generalnej. W 2005 występował tylko gościnnie w związku z czym nie zdobył żadnych punktów. Również w 2005 zadebiutował w Asian Touring Car Championship i, podobnie jak w ADAC Procar pięć lat wcześniej, od razu wywalczył mistrzostwo, a także wziął udział w pucharze European Touring Car Cup składającym się z jednej rundy na włoskim torze ACI Vallelunga Circuit. W 2006 ponownie zdobył tytuł w Asian Touring Car Championship, a w 2007 kolejny, tym razem w ADAC Procar (rok wcześniej był siódmy w klasyfikacji generalnej). W 2007 zadebiutował też w World Touring Car Championship w ostatniej rundzie sezonu na torze Guia Circuit w Makau. W 2008 razem z Marko Hartungiem i Stefanem Neubergerem w BMW Z4 wygrał 24-godzinny wyścig na Nürburgringu. Został również wicemistrzem serii European Touring Car Cup, która gościła na torze Circuito Vasco Sameiro w Portugalii i zaliczył swój ostatni sezon w ADAC Procar zajmując na koniec 9 pozycję z 26 punktami na koncie. Od 2008 zaczął też regularnie jeździć w World Touring Car Championship jednak przez trzy lata zajmował najczęściej dosyć odległe miejsca. Dopiero sezon 2011 okazał się dla niego udany gdy zwyciężył w drugim wyścigu na Motorsport Arena Oschersleben w Niemczech i w klasyfikacji generalnej zajął 8. miejsce z dorobkiem 88 punktów. W sezonie 2014 Niemiec wygrał klasyfikację kierowców niezależnych.

## Wyniki w WTCC
| Legenda oznaczeń w tabelach wyników Wyświetl szablon na nowej stronie | Legenda oznaczeń w tabelach wyników Wyświetl szablon na nowej stronie                                                                     |
| Oznaczenie                                                            | Wyjaśnienie |
| --------------------------------------------------------------------- | --- |
| Złoty                                                                 | Zwycięzca lub mistrzostwo |
| Srebrny                                                               | 2. miejsce lub wicemistrzostwo |
| Brązowy                                                               | 3. miejsce lub II wicemistrzostwo |
| Zielony                                                               | Ukończył, punktował (w klasyfikacji generalnej, gdy zdobył co najmniej jeden punkt na przestrzeni sezonu, poza trzema powyższymi opcjami) |
| Niebieski                                                             | Ukończył, nie punktował (w klasyfikacji generalnej, gdy nie zdobył co najmniej jednego punktu na przestrzeni sezonu)                      |
| Czerwony                                                              | Nie zakwalifikował się (NZ) |
| Czerwony                                                              | Nie prekwalifikował się (NPK) |
| Różowy                                                                | Nie ukończył (NU) |
| Różowy                                                                | Niesklasyfikowany (NS) (w klasyfikacji generalnej, gdy nie został sklasyfikowany w żadnym wyścigu sezonu)                                 |
| Czarny                                                                | Zdyskwalifikowany (DK) |
| Czarny                                                                | Wykluczony (WYK/EX) |
| Biały                                                                 | Nie wystartował (NW) |
| Biały                                                                 | Kontuzjowany (K/INJ) |
| Biały                                                                 | Wyścig odwołany (OD/C) |
| Bez koloru                                                            | Został wycofany (WYC/WD) |
| Bez koloru                                                            | Nie przybył (NP/DNA) |
| Bez koloru                                                            | Nie brał udziału w treningach (NT/DNP) |
| Bez koloru                                                            | Nie został zgłoszony (–) |
| Pogrubienie                                                           | Start z pole position |
| Kursywa                                                               | Najszybsze okrążenie wyścigu |
| †                                                                     | Nie ukończył, ale jego rezultat został zaliczony ze względu na przejechanie więcej niż 90% dystansu wyścigu.                              |
| *                                                                     | Sezon w trakcie |
| 1/2/3                                                                 | Punktowana pozycja w sprincie kwalifikacyjnym                                                                                             |
| Lista systemów punktacji Formuły 1                                    | |

| Sezon | Zespół                   | Samochód   | Wyniki w poszczególnych wyścigach | Wyniki w poszczególnych wyścigach | Wyniki w poszczególnych wyścigach | Wyniki w poszczególnych wyścigach | Wyniki w poszczególnych wyścigach | Wyniki w poszczególnych wyścigach | Wyniki w poszczególnych wyścigach | Wyniki w poszczególnych wyścigach | Wyniki w poszczególnych wyścigach | Wyniki w poszczególnych wyścigach | Wyniki w poszczególnych wyścigach | Wyniki w poszczególnych wyścigach | Wyniki w poszczególnych wyścigach | Wyniki w poszczególnych wyścigach | Wyniki w poszczególnych wyścigach | Wyniki w poszczególnych wyścigach | Wyniki w poszczególnych wyścigach | Wyniki w poszczególnych wyścigach | Wyniki w poszczególnych wyścigach | Wyniki w poszczególnych wyścigach | Wyniki w poszczególnych wyścigach | Wyniki w poszczególnych wyścigach | Wyniki w poszczególnych wyścigach | Wyniki w poszczególnych wyścigach | Pozycja | Punkty |
| 2007  | Engstler Motorsport      | BMW 320i   | BRA                               | BRA                               | NED                               | NED                               | ESP                               | ESP                               | FRA                               | FRA                               | CZE                               | CZE                               | POR                               | POR                               | SWE                               | SWE                               | GER                               | GER                               | GBR                               | GBR                               | ITA                               | ITA                               | MAC                               | MAC                               |                                   |                                   | 33      | 0      |
| ----- | ------------------------ | ---------- | --------------------------------- | --------------------------------- | --------------------------------- | --------------------------------- | --------------------------------- | --------------------------------- | --------------------------------- | --------------------------------- | --------------------------------- | --------------------------------- | --------------------------------- | --------------------------------- | --------------------------------- | --------------------------------- | --------------------------------- | --------------------------------- | --------------------------------- | --------------------------------- | --------------------------------- | --------------------------------- | --------------------------------- | --------------------------------- | --------------------------------- | --------------------------------- | ------- | ------ |
| 2007  | Engstler Motorsport      | BMW 320i   |                                   |                                   |                                   |                                   |                                   |                                   |                                   |                                   |                                   |                                   |                                   |                                   |                                   |                                   |                                   |                                   |                                   |                                   |                                   |                                   | 19                                | 16                                |                                   |                                   | 33      | 0      |
| 2008  | Liqui Moly Team Engstler | BMW 320si  | BRA                               | BRA                               | MEX                               | MEX                               | ESP                               | ESP                               | FRA                               | FRA                               | CZE                               | CZE                               | POR                               | POR                               | GBR                               | GBR                               | GER                               | GER                               | EUR                               | EUR                               | ITA                               | ITA                               | JPN                               | JPN                               | MAC                               | MAC                               | 17      | 3      |
| 2008  | Liqui Moly Team Engstler | BMW 320si  | 10                                | 17                                | 18                                | 16                                | 17                                | 17                                | 19                                | 15                                | 16                                | 23                                | 18                                | 18                                | 17                                | 13                                | NU                                | 15                                | 16                                | 14                                | 13                                | 16                                | 14                                | 11                                | 15                                | 6                                 | 17      | 3      |
| 2009  | Liqui Moly Team Engstler | BMW 320si  | BRA                               | BRA                               | MEX                               | MEX                               | MAR                               | MAR                               | FRA                               | FRA                               | ESP                               | ESP                               | CZE                               | CZE                               | POR                               | POR                               | GBR                               | GBR                               | GER                               | GER                               | ITA                               | ITA                               | JPN                               | JPN                               | MAC                               | MAC                               | 16      | 7      |
| 2009  | Liqui Moly Team Engstler | BMW 320si  | 12                                | 16                                | 14                                | 11                                | 11                                | 7                                 | 6                                 | NU                                | 16                                | 16                                | 11                                | 14                                | 20                                | 11                                | NS                                | 19                                | 7                                 | 25                                | 11                                | 13                                | NU                                | 15                                | 16                                | 14                                | 16      | 7      |
| 2010  | Liqui Moly Team Engstler | BMW 320si  | BRA                               | BRA                               | MAR                               | MAR                               | ITA                               | ITA                               | BEL                               | BEL                               | POR                               | POR                               | GBR                               | GBR                               | CZE                               | CZE                               | GER                               | GER                               | ESP                               | ESP                               | JPN                               | JPN                               | MAC                               | MAC                               |                                   |                                   | 17      | 5      |
| 2010  | Liqui Moly Team Engstler | BMW 320si  | 14                                | 11                                | 12                                | 12                                | NU                                | NW                                | NU                                | 16                                | 13                                | 14                                | 14                                | 13                                | 13                                | NU                                | 13                                | 15                                | 15                                | 14                                | 13                                | 10                                | 9                                 | 10                                |                                   |                                   | 17      | 5      |
| 2011  | Liqui Moly Team Engstler | BMW 320 TC | BRA                               | BRA                               | BEL                               | BEL                               | ITA                               | ITA                               | HUN                               | HUN                               | CZE                               | CZE                               | POR                               | POR                               | GBR                               | GBR                               | GER                               | GER                               | ESP                               | ESP                               | JPN                               | JPN                               | CHN                               | CHN                               | MAC                               | MAC                               | 8       | 88     |
| 2011  | Liqui Moly Team Engstler | BMW 320 TC | 9                                 | 9                                 | NU                                | 12                                | 9                                 | 9                                 | 15                                | 6                                 | 16                                | NU                                | 11                                | 8                                 | 6                                 | 3                                 | 16                                | 1                                 | NS                                | 10                                | 10                                | 11                                | 12                                | 8                                 | 6                                 | 7                                 | 8       | 88     |
| 2012  | Liqui Moly Team Engstler | BMW 320 TC | ITA                               | ITA                               | ESP                               | ESP                               | MAR                               | MAR                               | SVK                               | SVK                               | HUN                               | HUN                               | AUT                               | AUT                               | POR                               | POR                               | BRA                               | BRA                               | USA                               | USA                               | JPN                               | JPN                               | CHN                               | CHN                               | MAC                               | MAC                               | 12      | 64     |
| 2012  | Liqui Moly Team Engstler | BMW 320 TC | 12                                | 6                                 | 8                                 | 5                                 | 6                                 | 8                                 | NU                                | 13                                | NS                                | 9                                 | 11                                | 9                                 | 12                                | 9                                 | 15                                | NU                                | 7                                 | 10                                | 10                                | 11                                | 9                                 | 15                                | 7                                 | 6                                 | 12      | 64     |
| 2013  | Liqui Moly Team Engstler | BMW 320 TC | ITA                               | ITA                               | MAR                               | MAR                               | SVK                               | SVK                               | HUN                               | HUN                               | AUT                               | AUT                               | RUS                               | RUS                               | POR                               | POR                               | ARG                               | ARG                               | USA                               | USA                               | JPN                               | JPN                               | CHN                               | CHN                               | MAC                               | MAC                               | 21      | 4      |
| 2013  | Liqui Moly Team Engstler | BMW 320 TC | 19                                | 13                                | 17                                | 8                                 | 19                                | NU                                | 13                                | NU                                | 19                                | 14                                | 19                                | 15                                | 21                                | 18                                | 19                                | 15                                | 17                                | NU                                |                                   |                                   | 13                                | 28                                | 13                                | 14                                | 21      | 4      |
| 2014  | Liqui Moly Team Engstler | BMW 320 TC | MAR                               | MAR                               | FRA                               | FRA                               | HUN                               | HUN                               | SVK                               | AUT                               | AUT                               | RUS                               | RUS                               | BEL                               | BEL                               | ARG                               | ARG                               | CHN                               | CHN                               | CHN                               | CHN                               | JPN                               | JPN                               | MAC                               | MAC                               |                                   | 17      | 8      |
| 2014  | Liqui Moly Team Engstler | BMW 320 TC | 12                                | 7                                 | 16                                | 16                                | 16                                | 15                                | 17                                | 15                                | 11                                | 16                                | 13                                | 18                                | 16                                | 15                                | 14                                | 10                                | 14                                | 13                                | 14                                | 15                                | NU                                | 14                                | 10                                |                                   | 17      | 8      |